# Crumbach (Hainichen)
Crumbach ist ein unmittelbar nördlich der Kernstadt gelegener Ortsteil von Hainichen im Landkreis Mittelsachsen in Sachsen. Er wurde am 1. Juli 1950 eingemeindet und wird nicht als eigenständiger Ortsteil, sondern als Stadtteil zu Hainichen gezählt.

## Geographie

### Geographische Lage und Verkehr

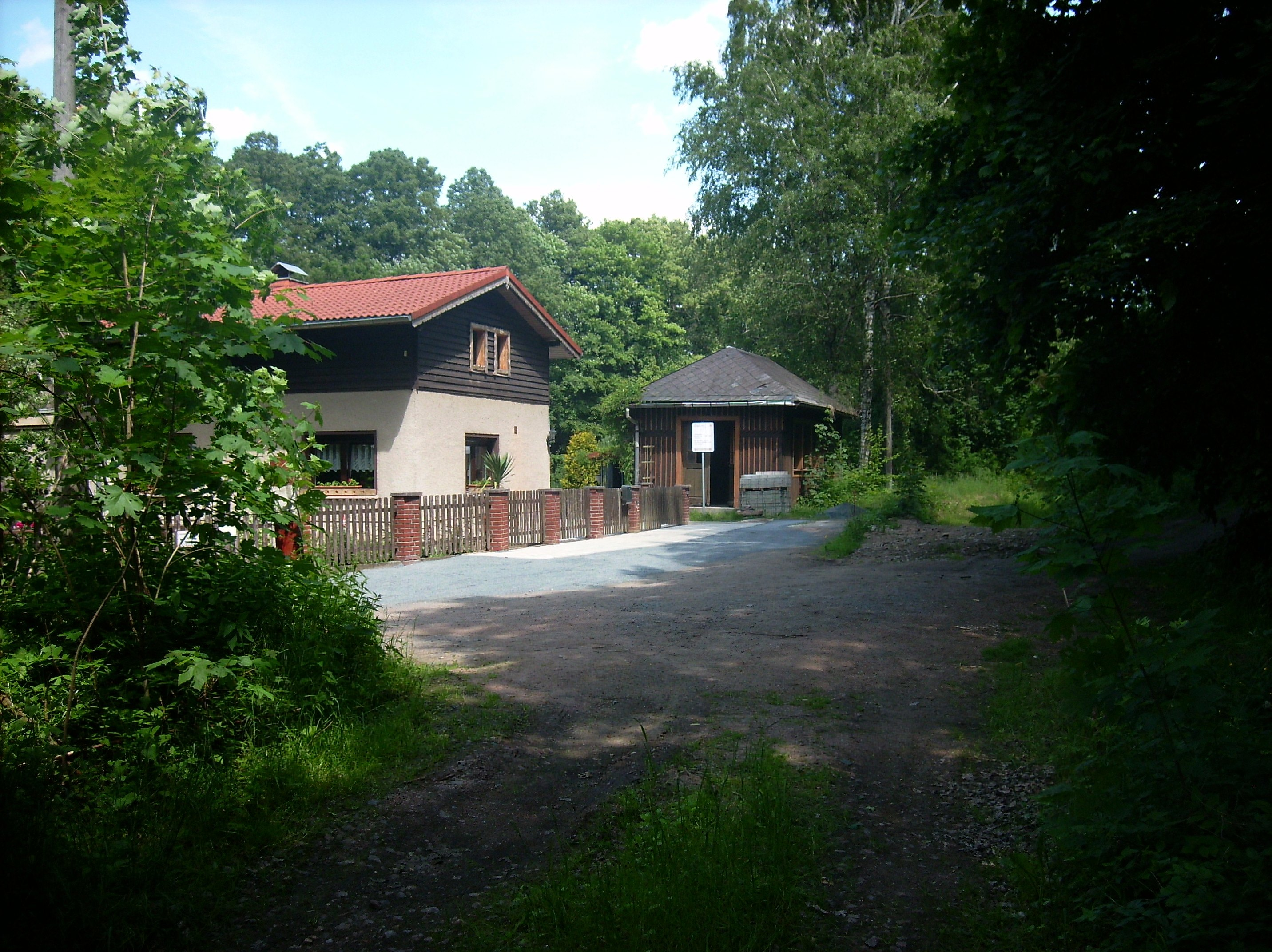
Ehemaliger Haltepunkt Kratzmühle im Tal der Kleinen Striegis

Crumbach liegt im Norden der Stadt Hainichen. Der Ort liegt am Falkenauer Bach, welcher östlich des Orts in die Kleine Striegis mündet. Nördlich des Orts befindet sich ein Gewerbegebiet.
Im Tal der Kleinen Striegis bei Crumbach befindet sich der stillgelegte Teil der Bahnstrecke Roßwein–Niederwiesa, an welcher der bis 1938 zu Crumbach gehörige Ortsteil Kratzmühle einen Haltepunkt besaß. Durch Crumbach führt die Bundesstraße 169, welche im Ortsgebiet an die Bundesautobahn 4, Anschlussstelle „Hainichen“ angebunden ist.

### Nachbarorte
| Oberrossau |                                             | Schlegel  |
|            | Kompassrose, die auf Nachbargemeinden zeigt | Ottendorf |
| Falkenau   | Hainichen                                   |           |

## Geschichte
Das Waldhufendorf Crumbach wurde im Jahr 1276 als „Crumpach“ erwähnt. Crumbach gehörte ursprünglich zum Besitz des Klosters Altzella. Nach der Säkularisation des Altzellaer Klosterbesitzes im Jahr 1540 kam der Ort zum neu gegründeten wettinischen Amt Nossen. Crumbach gehörte bis 1856 als Amtsdorf zum kursächsischen bzw. königlich-sächsischen Amt Nossen.
Ab 1856 gehörte Crumbach zum Gerichtsamt Hainichen und ab 1875 zur Amtshauptmannschaft Döbeln, welche 1939 in Landkreis Döbeln umbenannt wurde. Seit 1874 führte an Crumbach die Bahnstrecke Roßwein–Niederwiesa vorbei. Der Ort erhielt jedoch keine Station in Ortsnähe. Lediglich der nordöstlich gelegene Ortsteil Kratzmühle im Tal der Kleinen Striegis, der im Jahr 1938 nach Schlegel umgegliedert wurde, erhielt am 1. April 1883 einen Haltepunkt. Im Zuge der Stilllegung des Streckenabschnitts Roßwein–Hainichen im Jahr 1998 wurde auch der Haltepunkt Kratzmühle am 27. April 1998 außer Betrieb genommen.
Am 1. Juli 1950 wurde Crumbach nach Hainichen eingemeindet. Mit der zweiten Kreisreform in der DDR kam Crumbach als Ortsteil der Stadt Hainichen im Jahr 1952 zum Kreis Hainichen im Bezirk Chemnitz (1953 in Bezirk Karl-Marx-Stadt umbenannt). Seit 1990 gehörte Crumbach als Stadtteil der Stadt Hainichen zum sächsischen Landkreis Hainichen, der 1994 im Landkreis Mittweida und 2008 im Landkreis Mittelsachsen aufging.